# Будзіш (гміна Дзежґонь)
Будзіш (пол. Budzisz, нім. Budisch) — село в Польщі, у гміні Дзежґонь Штумського повіту Поморського воєводства.
Населення — 83 особи (2011).
У 1975-1998 роках село належало до Ельблонзького воєводства.

## Демографія
Демографічна структура станом на 31 березня 2011 року:
|          | Загалом | Допрацездатний вік | Працездатний вік | Постпрацездатний вік |
| -------- | ------- | ------------------ | ---------------- | -------------------- |
| Чоловіки | 43      | 4                  | 33               | 6                    |
| Жінки    | 40      | 3                  | 23               | 14                   |
| Разом    | 83      | 7                  | 56               | 20                   |